# Osiedle Słoneczne (Iława)
Osiedle Słoneczne – osiedle we wschodniej części Iławy, położone między torami kolejowymi a rzeką Iławką. Osiedle jest w trakcie budowy. Dojazd do osiedla stanowi obwodnica Iławy. Na terenie osiedla znajduje się nowy cmentarz komunalny.

Położenie na mapie Iławy.

## Ulice Osiedla Słonecznego
- al. Jana Pawła II (część)
- Piaskowa
- Piastowska (część) - w budowie
- Przemysłowa (część)
- Sosnowa
- Stalowa
- Świerkowa
- Żwirowa

## Komunikacja
Przez teren osiedla przebiega trasa 1 linii komunikacyjnej. Jest to linia numer:
- 1 - (Długa-Cmentarz)

Linia biegnie ulicami: al. Jana Pawła II i Piaskową. Przy ul. Piaskowej znajduje się pętla "Cmentarz" dla linii numer 1.